# Музей народно-прикладного искусства (Йошкар-Ола)
Музей народно-прикладного искусства (Йошкар-Ола) — музей декоративно-прикладного искусства, располагающийся в городе Йошкар-Оле — столице Республики Марий Эл. Является структурным подразделением Национального музея Республики Марий Эл имени Тимофея Евсеева.

## История
Торжественное открытие музея состоялось 5 ноября 1999 года.
До 2022 года в музее действовала постоянная экспозиция, которая отражала развитие народных промыслов на территории Марийского края в конце XIX  — начале XX веков. В музее были представлены предметы традиционного быта мари, выполненные из природных материалов в техниках плетения, резьбы, а также предметы бондарного, столярного, плотницкого ремёсел, экспонировались приспособления для ткачества и прядения из фондов Национального музея Республики Марий Эл им. Т. Евсеева. Экспозицию дополняла выставка «Ф. П. Шабердин — мастер из народа».
В 2022 году музей претерпел существенные изменения: здесь был проведён капитальный ремонт, приобретено новое выставочное оборудование, созданы новые экспозиции. 3 ноября 2022 года, в Год народного искусства и нематериального культурного наследия народов России, в музее состоялось открытие новой экспозиции «Дом Лоханова: от истории человека и его дома к истории народного мастерства». На открытии экспозиции присутствовал министр культуры, печати и по делам национальностей К. А. Иванов:
«Замечательно, что в центре нашего города сохранился такой прекрасный дом. Музей народно-прикладного искусства обретает совершенно новые интерьеры — это здорово, классно».

## Здание
Здание, в котором располагается музей, представляет собой одноэтажный деревянный дом с мезонином классического стиля, украшенного ажурной резьбой. Постройка датируется 1907 годом. До 1917 года дом принадлежал подрядчику земской управы П. Лоханову. В разные годы в этом доме располагались Краснококшайский кантонный исполком Совета крестьянских и солдатских депутатов и ремесленная школа.
В 2022 году в здании музея были отремонтированы потолки, пол, стены, проведена новая система освещения, а также приобретено новое выставочное музейное оборудование.
Сегодня дом П. Д. Лоханова — историко-архитектурный памятник Республики Марий Эл и объект культурного наследия, охраняемый государством.

## Экспозиции и выставки
- «Дом Лоханова: от истории человека и его дома к истории народного мастерства» (2022). Открытие экспозиции было приурочено к Году народного искусства и нематериального культурного наследия народов России[2][7][8][9].
- «Народный мастер традиционных художественных промыслов и ремёсел Республики Марий Эл». Рассказывает о жизни и творчестве народных мастеров Марий Эл И. А. Степановой, В. Н. Кудрявцева, Л. В. Веткиной, В. А. Желудкина и В. Н. Подумарова[2][10].

## Деятельность
В музее регулярно проводятся разнообразные экскурсии и программы, рассчитанные на отдельные возрастные группы.
Сотрудники музея также проводят специализированные лекции, семинары на тему декоративно-прикладного искусства Марий Эл.
Музей является организатором многих тематических выставок, персональных выставок мастеров декоративно-прикладного искусства, художников Марий Эл и других регионов России и фестивалей: Межрегиональный фестиваль национального костюма (г. Йошкар-Ола), «Жизнь, расшитая на холсте» в рамках мега-проекта «Культурное наследие финно-угорских народов в музеях» (2009), «Гордость республики. Фабрика строчевышитых изделий «Труженица» (2022) и др.